# اندیس طار
طار یک اندیس مصالح ساختمانی است که در حوالی شهر صح استان اصفهان قرار دارد و مادهٔ معدنی موجود در آن، سنگ چینی است.  